# Табаков Антон Олегович
Антон Олегович Табаков (рос. Анто́н Оле́гович Табако́в; 11 липня 1960, Саратов, Російська РФСР) — російський актор, бізнесмен і ресторатор, син актора Олега Табакова.
Працював у Московському театрі «Современник» (1984—1994).
Власник нічних клубів «Пілот» і «Сохо».

## Фільмографія
- «Тимур та його команда» (1976, т/ф, 2 с, Тимур)
- «Ти повинен жити» (1980)
- «Будьте моїм чоловіком» (1981)
- «Контрольна зі спеціальності» (1981)
- «Хто стукає у двері до мене?» (1982)
- «Місто наречених» (1985)
- «Везуча» (1987)
- «Час і сім'я Конвей»
- «Відхід» (1990, наречений)
- «Самотній гравець» (1995).